# Руско-српска градска лекарска помоћ
Руско-српска градска лекарска помоћ била је један од организованих облика здравствене зашзите у Нишу у време Првог светског рата.  Настала је на иницијативу Комитет за помоћ Србији и Црној Гори при императорском руском посланству у Србији са циљем да се боље и ефикасније организује здравствене заштите становништва града Ниша и ширег подручја, укључивања у овај процес рада и представнике града Ниша и угледних Нишлија, међу којима су били потпуковник др Жарко Трпковић, затим градоначелник Ниша, префект полиције и пет младих лекара словенског порекла, приспелих из руског заробљеништва: доктори Коста Живановић, Ђорђе Милић, Крста Грабовачки, Милан Јовановић, док је пети остао непознат.

## Предуслови
У јулу 1914. године упадом Аустроугарске монархије на простор Краљевина Србије, (ослабљене балканским ратовима) почео је Први светски рат. Овај рат је Србију затекао са око 4.500.000 становника и са свега 450 лекара, рачунајући све укупно, како војних тако и цивилних лекара, и старих и младих и докторки. Убрзо после мобилизације војска је достигла бројку од скоро 500.000 припадника. Нема примера у новијој историји, да једна држава са толико војске и са тако мало доктора  крене у рат и да је војсци и становништва било тако преко потребних лекарска помоћ.
До доласка  Комитет за помоћ Србији и Црној Гори при императорском руском посланству у Србији у Ниш, ратној престоници  Србије шест месеци владала незапамћена епидемија, са високим процентом смртности, а у Моравској војној болници се у 1914. и 1915. поред рањеника лечило преко 3.000 људи од пегавог тифуса, а дневно је умирало и до 36 болесника. Према сачуваној евиденцији, у Моравској сталној војној болници, епидемија тифуса у Нишу добија широке размере од новембра 1914 (у новембру су умрла 253 лица, децембру 297, јануару 380, фебруару 495, марту 393, у априлу 231), да би се надаље број умрлих лагано смањивао. Имајући ово у виду помоћ Русије грађанима Ниша и околине а и Србији, на почетку Великог рата била је изузетно значајна и велика.

## Оснивање, размештај организација рада
Руско-српска градска лекарска помоћ након оснивања своју главну медицинску установу сместила је у згради основне школе код Саборне цркве.  Овај на неки начин савременим речником речено, нишки Дом  здравља и Хитне помоћи у ратним условима у свом саставу имао је:
- Медицинску дежурну станицу Руско-српске градске лекарске помоћи смештену у основној школи код Саборне цркве.
- Главни магацин санитетског и медицинског материјала, белог рубља и другог материјала код железничке станице;
- Централну апотеку у школи код Саборне цркве
- Чајџиницу код железничке станице, која је бесплатно пружала услуге.

У Медицинској дежурној станици даноноћно су дежурали и пружали помоћ потпуковник др Жарко Трпковић и пет младих лекара и медицинара, као и руски лекари добровољци.
У случају велике потребе могла је да се тражити помоћ лекара и преко телефона српско-руске лекарске помоћи, који одмах упућивала своје особље по кућама.
Медицинска дежурна станица је пружала бесплатну медицинску помоћ и бесплатно издавала лекове за становништво и избеглице.
Ниш је имао централну амбуланту, али је због бољег пружања здравствених услуга становништву, град подељен у организационом и функционалном смислу на четири дела. За сваки од тих рејона био је задужен по један лекар. Четири лекара је располагало знатном количином дезинфекционих средстава, за приватне станове и установе.  Обилазили су сва села где се појавио извор заразе, примењивали хигијенско-превентивне мере, остављајући фелшера или медицинску сестру са лековима и дезинфицијенсима. На тај начин руски лекари обишли су 125 села, у радијусу од 80 km. Сувопарни статистички подаци су изгледали овако: са пет лекара, шест сестара и једним апотекаром извршено је 4485 прегледа, по кућама и вароши, 3015 по селима и урађено 460 дезинфекција.

## Остале активности
Организација здравствене заштите у Нишу била је у рукама руских хуманитарних мисија. Доцент др С. К. Софотеров био је шеф здравствене заштите у граду и уједно главни консултант свих руских болница у Србији.
Комитет за помоћ Србији и Црној Гори при императорском руском посланству у Србији  је у Нишу такође формирао:
- четири кухиње капацитета од 2.500 оброка дневно,
- прихватилиште за децу и избеглице за 200 особа,
- санаторијум за оболели персонал мисија у манастиру Света Петка.

Као испомоћ из Русије стигли Комитет је обезбедио и долазак  специјалисти за дезинфекцију: два фелшера, фармацеута и осам санитараца.

## Крај рада и наставак рада на Солунском фронту
Крах српског одбране у Првом светском рату наступио је после жестоког напада скоро троструко надмоћнијих непријатеља са три стране дуж граничне линије од 1.290 километара, на јесен 1915. коју је било немогуће бранити без помоћи савезника (која је мимо српских очекивања изостала).
Приликом евакуације из Ниша у јесен 1915. године, са српском војском и реком избеглица кренули су у албанску голготу и чланови Комитета за помоћ Србији и Црној Гори при императорском руском посланству у Србији, све до обале Јадранског мора, одакле су савезничким бродовима евакуисани у Русију.
У каснијем периоду рата они су се добрим делом укључили у рад новоосновани руских санитетских установа на Солунском фронту.
У ограниченим условима за евакуацији у Нишу Комитет за помоћ Србији и Црној Гори при императорском руском посланству у Србији био је принуђен да непријатељу остави велику количину санитетског материјала, укључјући ту и 12 вагона тек приспеле опреме (одећа и специјалних шатора за зимске услове).